# Le Mars (Iowa)
Le Mars – miasto w Stanach Zjednoczonych, w stanie Iowa, siedziba hrabstwie Plymouth. W 2000 liczyło 9 237 mieszkańców.